# Hideo Sakai
Hideo Sakai (Japó, 10 de juny de 1909) és un futbolista japonès retirat que disputà tres partits amb la selecció japonesa.